# Baliancheng
Baliancheng (chinesisch 八连城遗址, Pinyin Bāliánchéng yízhǐ) ist eine archäologische Stätte aus der Zeit der chinesischen Tang-Dynastie und Zeit der Fünf Dynastien im Osten von Hunchun im Dreiländereck zwischen Nordkorea und Russland am Tumen in der nordostchinesischen Provinz Jilin. Hier befand sich von 785 bis 794 die Hauptstadt des alten Bohai-Reiches (Balhae).
Die Baliancheng-Stätte (Baliancheng yizhi) in Hunchun steht seit 2001 auf der Liste der Denkmäler der Volksrepublik China (5-31).